# Чигенитра-Богаз
Чигенитра, Чигенитра-Богаз, Цилиндра, Чангаритла, Чингиритли, Чугернеты — ущелье и одноимённое урочище в Крыму на юго-восточном краю Караби-Яйлы. В понижении между основным массивом яйлы и восточным отрогом Лапата-Хая (1096 м). Собственно Чигенитра-Богаз (1044 м) перевал в верхней части ущелья при выходе на яйлу.

## Описание
Юго-восточный край Караби-Яйлы рассечен несколькими разломами в направлении юго-запад северо-восток. Самый западный и образует ущелье и урочище Чигенитра. В соседних также имеется несколько перевалов, в том числе в 1 км восточнее наиболее известный Большие Ворота (1010 м). В 8 км к югу село Рыбачье.
Место процессов активного карста. Территория урочища входит в состав Геологического заказника «Горный карст Крыма». В западном склоне пещера Фул-Коба (Туакская). В верховьях урочища два небольших пруда (сезонные). 
На перевале древние стены Таш-Дувар (тюрк. каменная стена). Место локализовано историками как расположение одной из Длинных стен Прокопия.
Место туризма. По урочищу проходят тропы туристических маршрутов № 175 и Крымской тропы. В нижней части урочища расположена одноимённая турстоянка и родник Суук-Су, исток реки Алачук.

У Н. В. Рухлова в «Обзоре речных долин горного Крыма» 1915 года есть фото и описание того, как раньше выглядел этот источник до каптирования: «В верховьях реки Алачука обнажается мощное залегание конгломератов, которые являются началом питания реки. В одном из оврагов, составляющих верховья реки, именуемом „Чугернеты“, расположен источник „Суук-су“, вода которого вытекает 8 струями из пластов конгломерата, поставленных на голову; ниже выхода струй воды отлагается в обильном количестве известковый туф; суточный расход воды в источнике определился в количестве 45.970 ведер, температура воды 10,8° Ц. Ниже выходов источника обнажаются пласты железистого конгломерата, вишнево-красного оттенка».

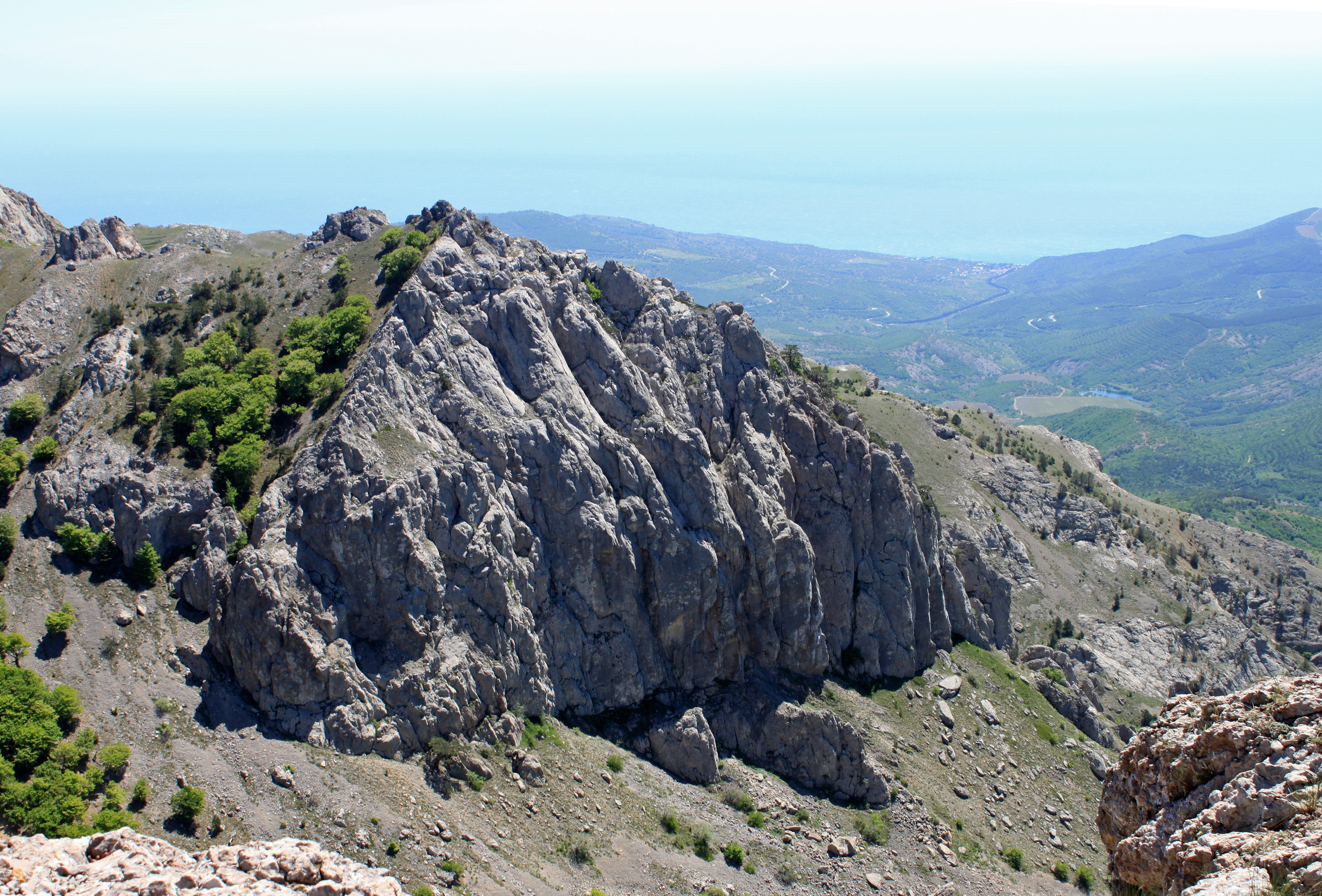
Скалы отрога Лапата-Хая
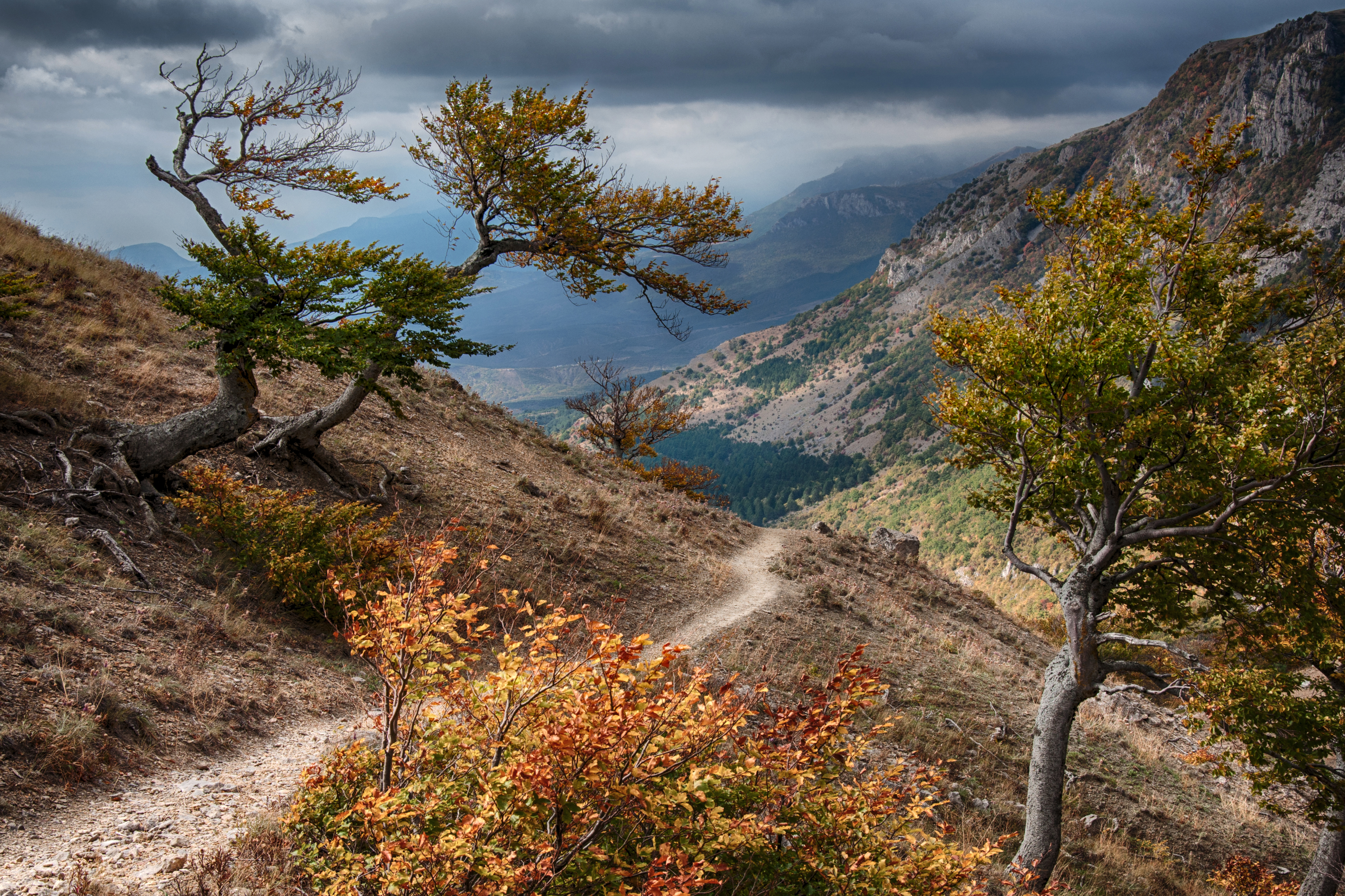
Средняя часть урочища Чигенитра, вид на юго-запад
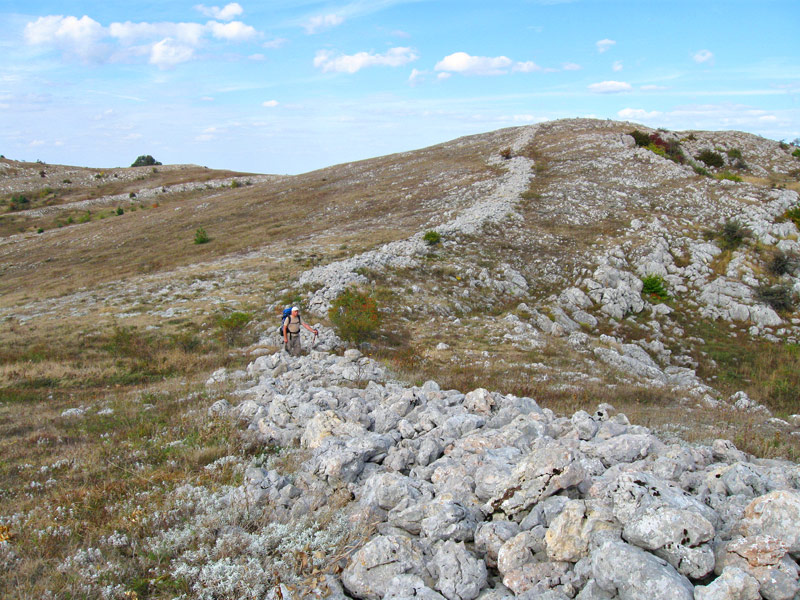
Руины длинных стен Прокопия на перевале Чигенитра-богаз
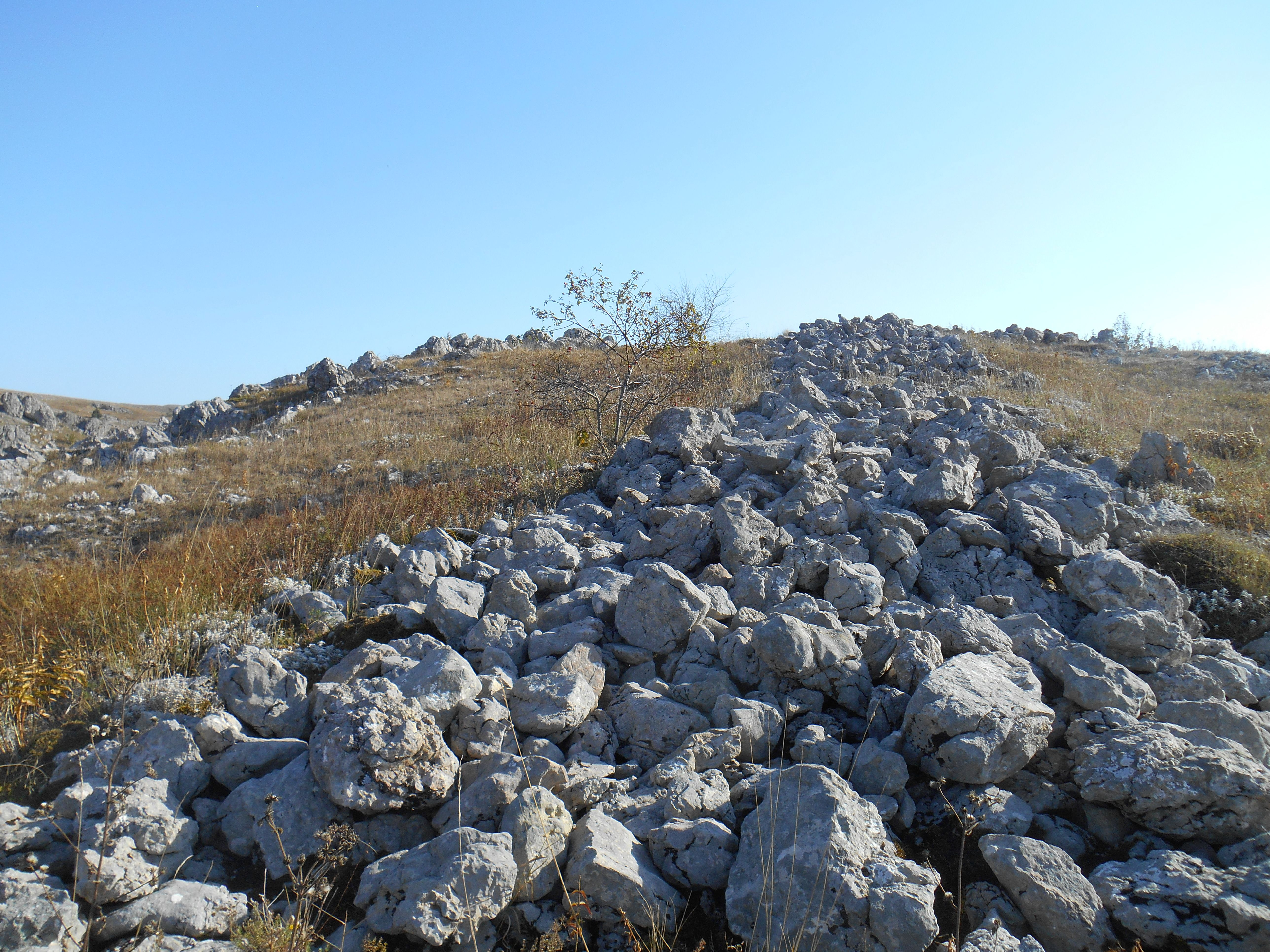
Стены на сухой кладке сохранились в виде развалов
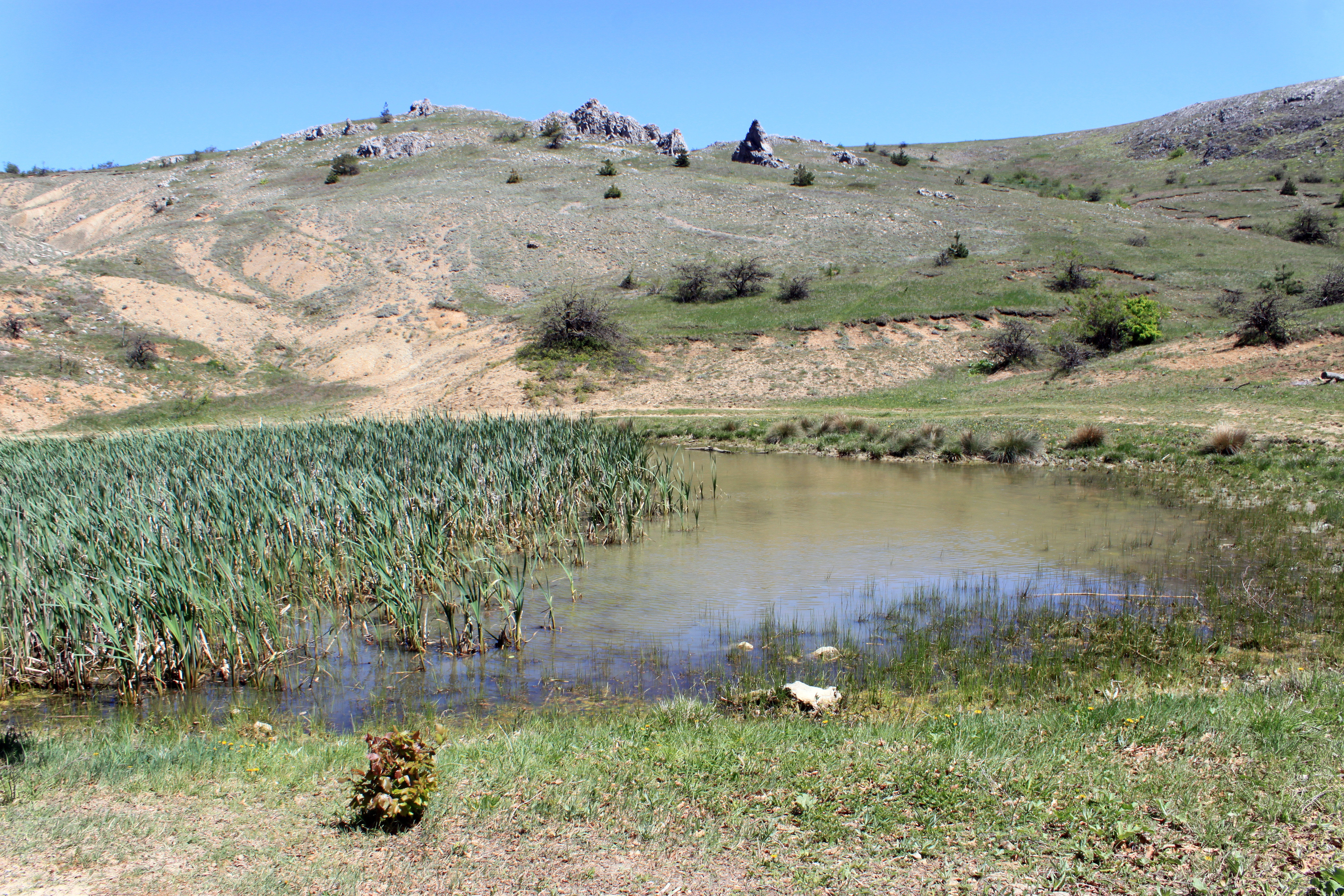
Сезонный пруд в верховьях урочища
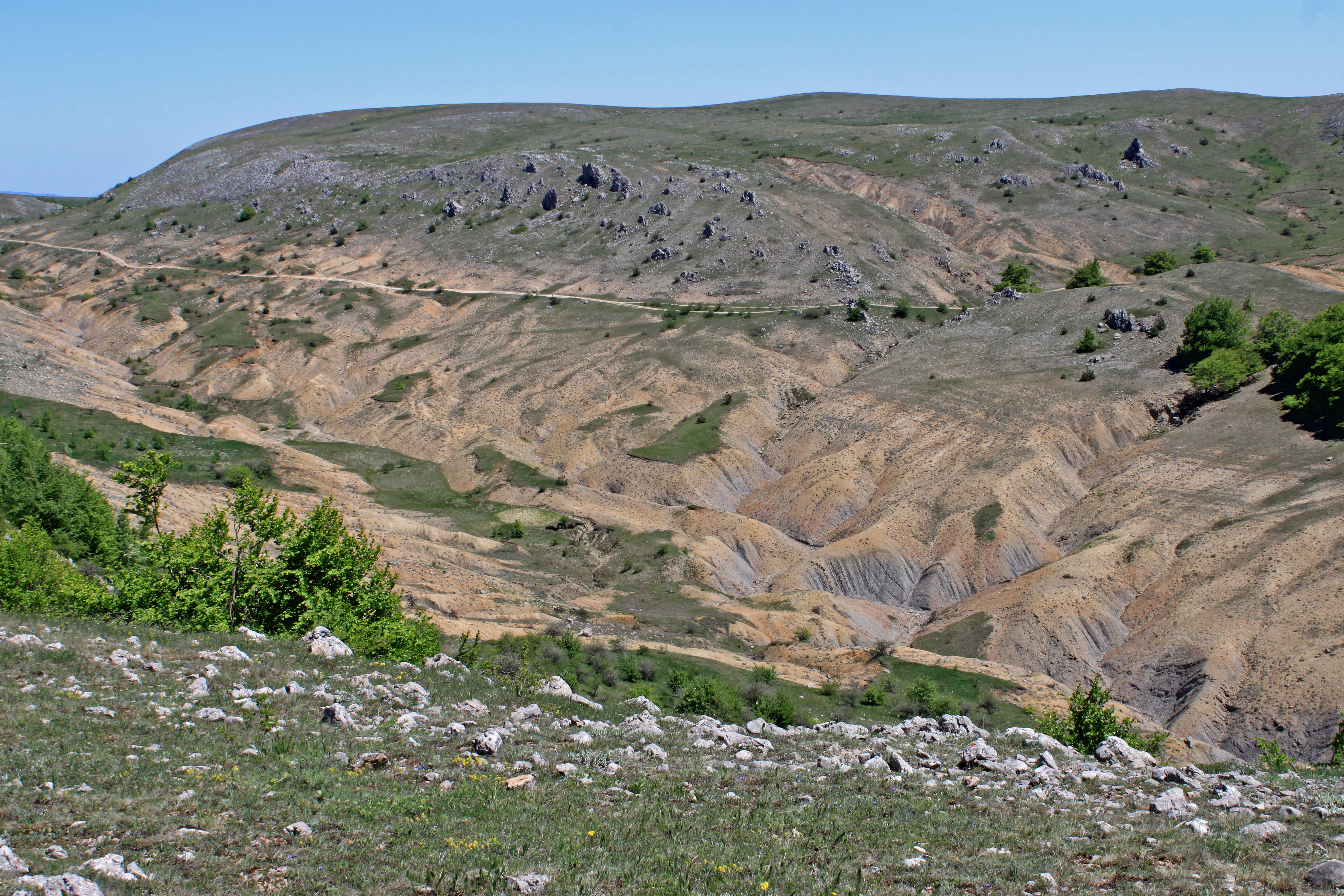
Эрозия в верховьях урочища Чигенитра